# Citroën C4 Cactus
O Citroën C4 Cactus é um crossover compacto apresentado no Salão Internacional do Automóvel de Genebra, em 2014. Foi vendido na Europa somente com versões com tração 4x2. O veículo compartilha a base com o compacto C3.
O C4 Cactus inovou com as Airbumps, que são pequenas bolsas de ar emborrachadas que são presas às laterais e aos para-choques com o objetivo de evitar pequenos danos causados à pintura. Estes dispositivos estão disponíveis em quatro cores diferentes (preto, cinza, areia e chocolate).